# Liste der Biografien/Wieb
Liste der Biografien |
Portal Biografien |
Personensuche
# |
A |
B |
C |
D |
E |
F |
G |
H |
I |
J |
K |
L |
M |
N |
O |
P |
Q |
R |
S |
T |
U |
V |
W |
X |
Y |
Z |
?
 
Wa |
Wc |
Wd |
We |
Wh |
Wi |
Wj |
Wl |
Wn |
Wo |
Wr |
Ws |
Wt |
Wu |
Ww |
Wy |
Wz
 
Wia |
Wib |
Wic |
Wid |
Wie |
Wif |
Wig |
Wih |
Wii |
Wij |
Wik |
Wil |
Wim |
Win |
Wio |
Wip |
Wir |
Wis |
Wit |
Wiv |
Wiw |
Wix |
Wiz
 
Wiea |
Wieb |
Wiec |
Wied |
Wief |
Wieg |
Wieh |
Wiej |
Wiek |
Wiel |
Wiem |
Wien |
Wiep |
Wier |
Wies |
Wiet |
Wiev |
Wiew |
Wiey |
Wiez
Die Liste der Biografien führt alle Personen auf, die in der deutschsprachigen Wikipedia einen Artikel haben. Dieses ist eine Teilliste mit 57 Einträgen von Personen, deren Namen mit den Buchstaben „Wieb“ beginnt.

## Wieb

### Wieba
- Wiebalck, Matthias (* 1958), deutscher Schauspieler

### Wiebe
- Wiebe, Adolf (1826–1908), deutscher Bauingenieur
- Wiebe, Adolf (1856–1942), deutscher Reichsgerichtsrat
- Wiebe, Andreas (* 1957), deutscher Politiker (Bündnis 90/Die Grünen), Regierungspräsident im Regierungsbezirk Detmold (2001–2005)
- Wiebe, Andreas (* 1959), deutscher Rechtswissenschaftler und Hochschullehrer
- Wiebe, Cainan (* 1995), kanadischer Schauspieler
- Wiebe, Danilo (* 1994), deutscher FußballspielerDanilo Wiebe (* 1994)

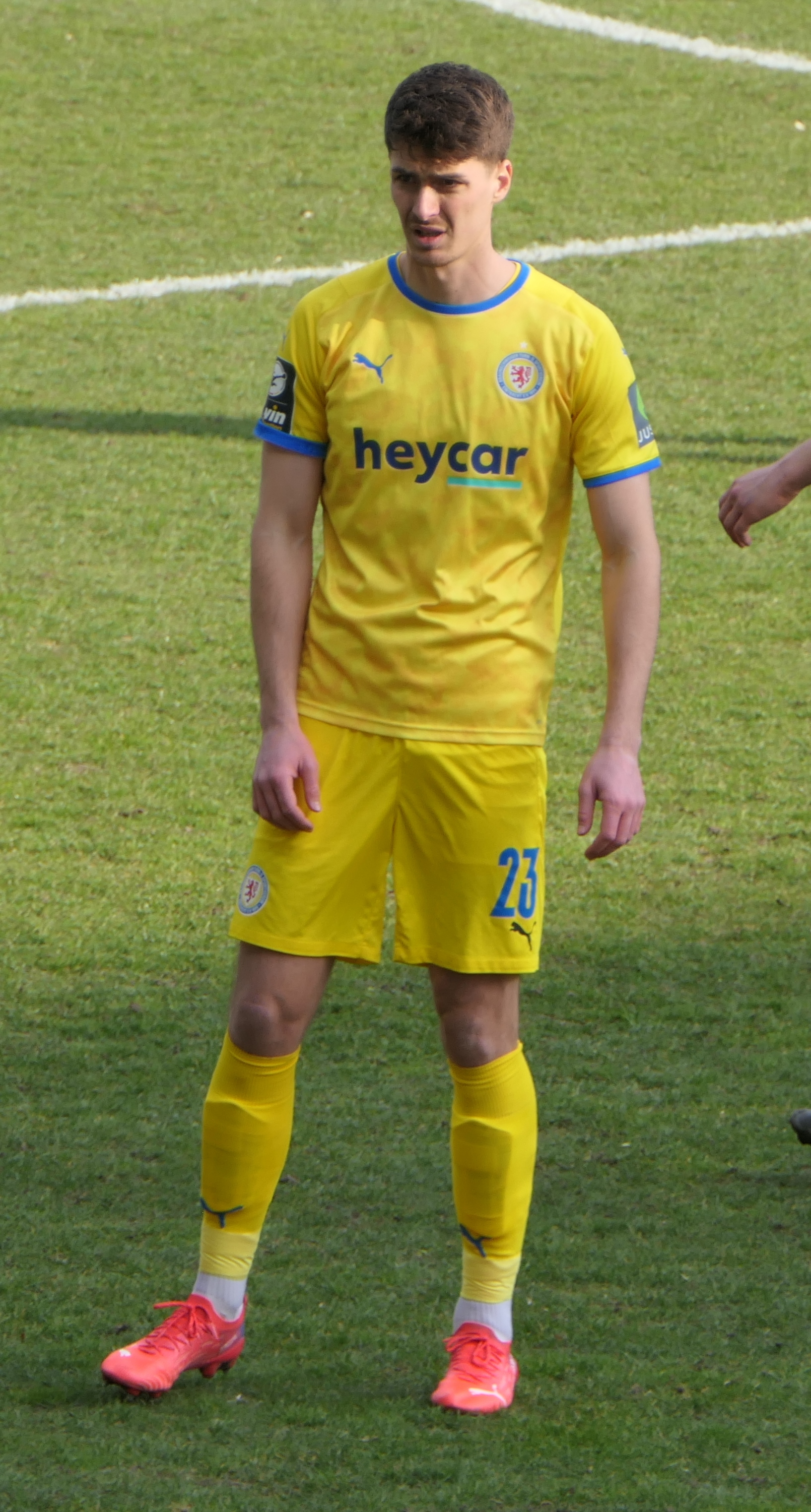
Danilo Wiebe (* 1994)

- Wiebe, Dietrich (1938–2009), deutscher Politiker (SPD), MdL
- Wiebe, Eduard (1804–1892), deutscher Bauingenieur und Eisenbahningenieur, preußischer Baubeamter
- Wiebe, Erica (* 1989), kanadische Ringerin
- Wiebe, Franz (1884–1963), deutscher evangelischer Theologe, Landessuperintendent
- Wiebe, Friedrich (1829–1882), deutscher Eisenbahnbaumeister
- Wiebe, Friedrich Karl (1838–1927), preußischer Generalmajor
- Wiebe, Friedrich Xaver (1829–1905), preußischer General der Artillerie
- Wiebe, Hermann (1818–1881), deutscher Maschinenbau-Ingenieur
- Wiebe, Jack (1936–2007), kanadischer Politiker und Landwirt, Vizegouverneur von Saskatchewan
- Wiebe, Kornelius (1955–2015), usbekischer Propst und Bischof von Usbekistan
- Wiebe, Rudy (* 1934), kanadischer Schriftsteller
- Wiebe, Steve (* 1969), US-amerikanischer E-Sportler
- Wiebe, Susanne (* 1955), deutsche Modedesignerin
- Wiebe, Sven (* 1963), deutscher Wirtschaftsgeograph und parteiloser politischer Beamter
- Wiebe, Wendy (* 1965), kanadische Ruderin
- Wiebeking, Carl Friedrich von (1762–1842), deutscher Straßen- und Wasserbau-Ingenieur, Architekt, Baubeamter, Kartograf
- Wiebel, Centurio (1616–1684), kursächsischer Maler
- Wiebel, Curt (1895–1973), deutscher Politiker (NSDAP), MdR
- Wiebel, Georg (* 1977), deutscher Volleyballspieler
- Wiebel, Joachim († 1653), deutscher Jurist und Hochschullehrer
- Wiebel, Johann Wilhelm von (1767–1847), deutscher Arzt
- Wiebel, Karl (1808–1888), deutscher Lehrer und Naturforscher
- Wiebel, Karl (1866–1921), deutscher Arzt und Politiker (DNVP), MdR
- Wiebel, Karl (1908–1985), deutscher Politiker, Oberbürgermeister von Freising und Kaufbeuren
- Wiebel, Markus (* 1942), deutscher Jurist, Richter am Bundesgerichtshof
- Wiebel, Martin (* 1943), deutscher Dramaturg, Drehbuchautor und Filmproduzent
- Wiebel, Richard (1869–1945), deutscher katholischer Geistlicher und Heimatforscher
- Wieben, Walter (1914–2019), deutscher Kirchenmusiker, Organist, Kantor und Komponist
- Wieben, Wilhelm (1935–2019), deutscher Nachrichtensprecher, Schauspieler und AutorWilhelm Wieben (1935–2019)

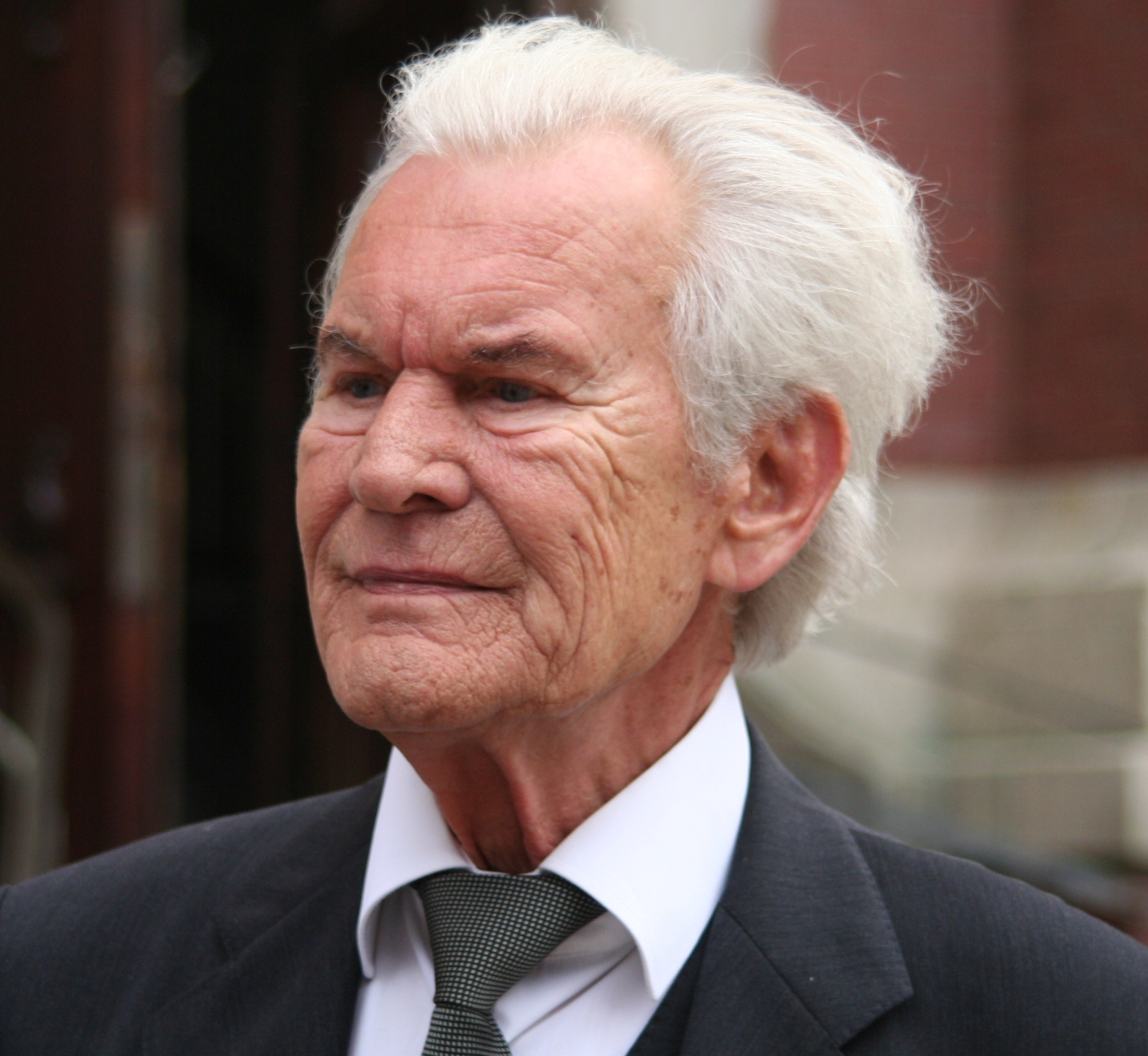
Wilhelm Wieben (1935–2019)

- Wiebens, Wilhelm (1906–1990), deutscher SS-Offizier in der Einsatzgruppe B
- Wieber, Franz (1858–1933), deutscher Gewerkschaftsführer und Politiker (Zentrum), MdR
- Wieber, Georg Friedrich (1869–1935), deutscher Kleinbauer, Politiker und Thüringer Landtagsabgeordneter der SPD
- Wieber, Gerd (* 1970), deutscher Radrennfahrer
- Wieber, Jordyn (* 1995), US-amerikanische Kunstturnerin
- Wieber, Lorenz (1853–1937), Gutsbesitzer und Abgeordneter
- Wiebering, Joachim (1934–2019), deutscher evangelisch-lutherischer Theologe
- Wieberneit, Alexander (* 1971), deutscher Politiker (FDP), MdA
- Wiebershausen, Willi (1917–1958), deutscher SED-Funktionär
- Wiebes, Eric (* 1963), niederländischer Politiker
- Wiebes, Jacobus Theodorus (1931–1999), niederländischer Entomologe und Evolutionsbiologe
- Wiebes, Lorena (* 1999), niederländische Radsportlerin

### Wiebi
- Wiebicke, Jürgen (* 1962), deutscher Journalist und Autor

### Wiebk
- Wiebke, Karsten (1938–2020), deutscher Tierarzt und Politiker (SPD), MdV, MdL
- Wiebker, August (1804–1849), deutscher Jurist, Mitglied der Frankfurter Nationalversammlung
- Wiebking, Robert (1870–1927), US-amerikanischer Graveur, Schneider von Drucktypen und Matrizen, Erfinder von Schriften

### Wiebo
- Wiebold, Ernst August (1843–1942), Küster, Lehrer, Kantor und Organist
- Wiebosch-Steeman, Maria (* 1950), niederländische Politikerin von GroenLinks

### Wiebu
- Wiebusch, Carsten (* 1969), deutscher Organist und Kirchenmusiker
- Wiebusch, Marcus (* 1968), deutscher Sänger, Gitarrist und SongwriterMarcus Wiebusch (* 1968)

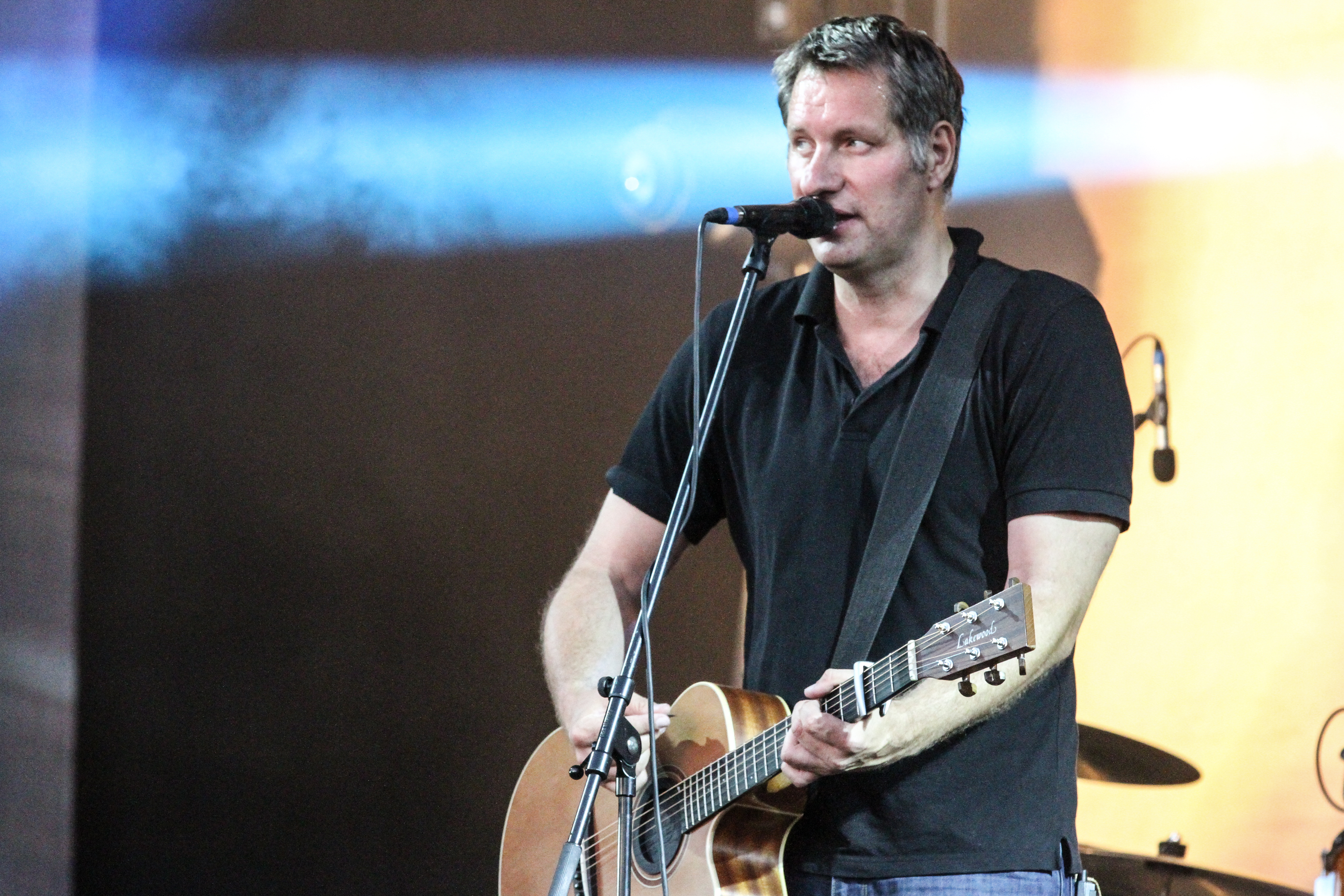
Marcus Wiebusch (* 1968)

- Wiebusch, Michaela (* 1971), deutsche Schauspielerin und Schauspieldozentin